# StEG – Duplex

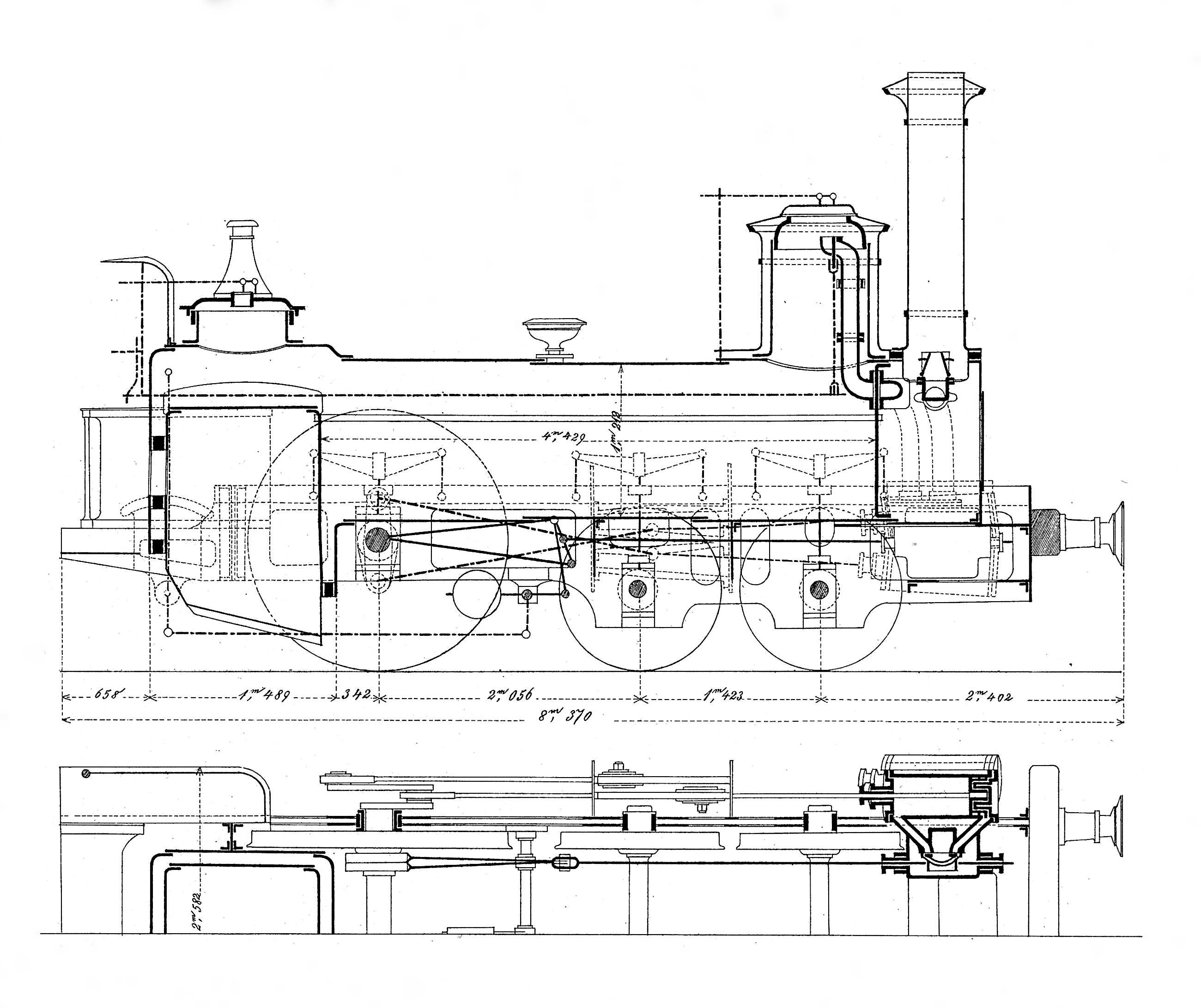
Werkzeichnung der DUPLEX

Die StEG – Duplex war eine Schnellzug-Schlepptenderlokomotive der Staats-Eisenbahn-Gesellschaft (StEG) Österreich-Ungarns.
Diese Lokomotive besaß vier Zylinder, die um 180° versetzt auf die Treibachse wirkten, sodass ohne Gegengewichte die Schwankungen der Maschine gering gehalten werden konnten.
Dieses System wurde von John Haswell erdacht, 1862 bei der letzten Lokomotive einer zwölf Stück umfassenden Lieferung an die StEG (StEG I 158–169) realisiert und auf der im selben Jahr stattfindenden Weltausstellung in London präsentiert.
Um die Wirksamkeit der Anordnung zu testen, wurde die Maschine an den Laufrädern fixiert und an Ketten so angehoben, dass ihre Treibräder in der Luft hingen.
So aufgehängt wurde sie in Gang gesetzt, wobei sich die Räder mit ca. 400 Umdrehungen in der Minute drehten, was einer Geschwindigkeit von nahezu 160 km/h entspricht.
Dabei entstanden nur geringfügige Schwankungen.
Eine andere Lokomotive mit herkömmlichem Antrieb, die genauso aufgehängt worden war, zeigte hingegen bei 70 km/h bereits solche Schwankungen, dass der Versuch abgebrochen werden musste.
In der Praxis stellte sich heraus, dass die Lokomotive bei Geschwindigkeiten über 90 km/h auf geraden Strecken einen merkbar ruhigeren Lauf aufwies als die anderen Maschinen derselben Bauart.
Allerdings war die Gangart wegen der großen Überhänge an beiden Enden nicht so ruhig, wie man erhofft hatte.
Da sie außerdem für schwere Züge zu schwach war, erfolgte keine Nachbestellung.
Bei der Lieferung erhielt die Lokomotive die Betriebsnummer 169, im zweiten Schema der StEG die Nummer 14 und schließlich im dritten Schema die Bezeichnung 1051.
Ihr Name wurde von DUPLEX auf ZINNWALD geändert.
Sie wurde 1904 ausgemustert.